# Саукконен, Туомас
Саукконен Туомас  (фин. Tuomas Saukkonen; род. 18 марта 1980) — финский музыкант-мультиинструменталист (направление дэт-метал), основатель и постоянный участник групп Wolfheart, Before the Dawn, Dawn of Solace. В прошлом участник групп Black Sun Aeon и The Final Harvest.

## Биография
Первый опыт игры на гитаре получил в 7 лет на занятиях с репетитором, которые онзабросил спустя два месяца. Дебютировал в шестнадцать лет в деревенской группе Newborn George в качестве барабанщика. В этот же период начинает заниматься вокалом.
В 1999 году основал группу Before the Dawn (изначально — сольный проект). С этой группы и начался профессиональный период становления Туомаса Саукконена. За время существования данного проекта, (а именно с 1999 года по 2013 год) было выпущено семь студийных альбомов. Данный проект сочетал в себе дэт-метал в органичном симбиозе с дарк-метал. Саукконен охарактеризовал стиль как «Меланхоличный Скандинавский метал».
В феврале 2011 Туомас Саукконен получил премию Finnish Metal Awards в номинации «Лучший инструменталист».
10 января 2013 года Туомас объявил о намерении распустить группу Before the Dawn и другие проекты (Black Sun Aeon, Dawn Of Solace и RoutaSielu) для того, чтобы полностью сосредоточиться на сольной карьере в своём новом проекте «Wolfheart». Для дебютного альбома Winterborn Саукконен записал все инструменты самостоятельно на собственной студии. 30 июня 2014 году Wolfheart собирает полный состав. 21 августа 2015 года на лейбле Spinefarm Records выходит второй студийный альбом Shadow World, после записи которого команда отправляется на фестиваль Summer Breeze Open Air и активно гастролирует по Европе. Летом 2016 года группа анонсирует выход следующего альбома, уже в декабре выходит первый сингл Boneyard. 3 марта 2017 года выходит третий альбом под названием Tyhjyys. В поддержку нового альбома группа активно гастролирует по Европе с презентацией.
«Я думаю, что некоторые люди завидуют нам немного, потому что они не знают всей картины; они видят нас на сцене, читают интервью, увидели нас по телевизору или услышали Deadsong на радио, и они думают, что нам удалось более, чем у нас фактически есть. Они думают, что люди вкладывают деньги в наши карманы, что мы ездим на Mercedes S-серии и все такое, что это не так, и они не видят ту работу, что мы делаем. Я немного завидую всем тем счастливым ублюдкам, которые выиграли в лотерею или что-то еще, кому не нужно работать один день за всю свою жизнь и кто может просто сосредоточиться на том, что он хочет. Я был бы очень рад иметь возможность просто писать музыку и не работать…»